# 雷鸟属
雷鸟属（学名：Lagopus），鸡形目雉科的一个属。雷鸟遍布欧亚大陆北部和北美洲，共有3种，在中国有2种：柳雷鸟和岩雷鸟，前者分布于黑龙江流域，后者分布于新疆北部。白尾雷鸟仅分布于北美。

## 下属物种
本属包括以下物种：
- 柳雷鸟 Lagopus lagopus (Linnaeus, 1758)，也稱作普通雷鳥，是本屬的模式種
- 白尾雷鸟 Lagopus leucura (Richardson, 1831)
- 岩雷鸟 Lagopus muta (Montin, 1781)